# Těchobuz
Těchobuz är en ort i Tjeckien.   Den ligger i regionen Vysočina, i den centrala delen av landet, 70 km sydost om huvudstaden Prag. Těchobuz ligger 540 meter över havet och antalet invånare är 116.
Terrängen runt Těchobuz är platt åt sydost, men åt nordväst är den kuperad. Runt Těchobuz är det ganska glesbefolkat, med 24 invånare per kvadratkilometer. Närmaste större samhälle är Pacov, 6,7 km sydost om Těchobuz. Omgivningarna runt Těchobuz är en mosaik av jordbruksmark och naturlig växtlighet.